# Zell (Dietfurt an der Altmühl)
Zell ist ein Gemeindeteil der Stadt Dietfurt an der Altmühl im Landkreis Neumarkt in der Oberpfalz in Bayern.

## Lage
Das Pfarrdorf liegt südlich vom Gemeindesitz auf der Hochfläche der südlichen Frankenalb. Von der B 299 zweigt eine Straße über den Nachbarort Wolfsbuch nach Zell ab, die weiter zum Nachbarort Arnsdorf bzw. nach Riedenburg-Deising ins Altmühltal führt.

## Geschichte
Vorgeschichte von Zell ohne urkundliche Unterlagen
Dass die Umgebung von Zell nicht erst seit der zeit der urkundlichen Erwähnung besiedelt war, beweisen die Funde und Ausgrabungen, die bis in die Hallstattzeit, etwa 1000 – 500 v. Chr., zurückreichen. Diese Funde wurden gerade in der Zeit des RMD-Kanalbaus aber auch schon vorher gemacht. So wurden im Bereich der Zeller Flur bereits vor der Jahrhundertwende Gegenstände aus der Hallstatt- und Bronzezeit gefunden.
Geschichte von Zell mit urkundlichen Unterlagen
Der Ortsname Zell weist auf die Gründung des Ortes durch ein Kloster hin. Mutterkloster ist eindeutig das Benediktinerkloster in Altmühlmünster. Das Benediktinerkloster ist von den Agilolfinger Herzögen, deren letzter, Tassilo III im Jahre 755 von Karl dem Großen abgesetzt worden war, errichtet worden. Man kann also davon ausgehen, dass Zell um diese Zeit entstanden ist.
Im Jahre 1158 stifteten die Grafen Heinrich und Otto von Riedenburg in Altmühlmünster eine Templerkommende. Die Templer waren ein eigener geistlicher Ritterorden, der zum Kampf gegen die „Ungläubigen“ sowie zum Schutz der Palästinapilger und des Heiligen Grabes infolges des 1. Kreuzzuges gegründet worden ist. Nach dem Fall von Akko im Jahre 1291 begann der Niedergang des Ordens. Wie lange Zell zum Herrschaftsbereich der Templer gehörte, lässt sich nicht mehr sagen. Jedenfalls fertigte Graf Gebhard von Hirschberg am 8. September 1304 in Mühlbach ein Testament aus, in dem er im Falle seines kinderlosen Ablebens Zell sowie eine Reihe weiterer Orte der näheren Umgebung dem Bischof Konrad in Eichstätt vermachte. Die Herzöge Rudolf und Ludwig von Bayern fochten nach dem Aussterben der Grafen 1305 das Testament an, da sie der Meinung waren, das Erbe hätte ihnen zufallen müssen. Im Gaimersheimer Schiedsvertrag von 1305 wurde jedoch die Rechtmäßigkeit des Testaments anerkannt. 1309 schenkten die Herzöge Rudolph und Ludwig der Kirche von Zell eine Hub mit Wald. 1367 übertrugen die Abenberger ein Eigengut in Zell dem Spital in Essing. 1432 schenkte Herzog Wilhelm III. von Bayern das Patronatsrecht und den Besitz der Kirche von Zell dem Johanniterkloster in Altmühlmünster.
Nach der Säkularisation gehörte das Dorf zum 1803 errichteten Landgericht Riedenburg im Altmühlkreis (ab 1808; ab 1810 zum Regenkreis, 1837 in Oberpfalz umbenannt). 1838 bestand Zell aus 47 Häusern mit 240 Bewohnern. Bei der Errichtung der Bezirksämter kam das Pfarrdorf 1862 zum Bezirksamt Hemau. 1879/80 wechselte Zell mit dem abgetrennten Amtsgericht (und späteren Landkreis) Riedenburg zum neuen oberpfälzischen Bezirksamt (und späteren Landkreis) Beilngries.
1933 hatte der Ort 301 Einwohner, 1939 280. Im Zuge der bayerischen Gebietsreform wurde Zell zum 1. Juli 1972 Gemeindeteil der Stadt Dietfurt im oberpfälzischen Landkreis Neumarkt.

## Katholische Pfarrkirche

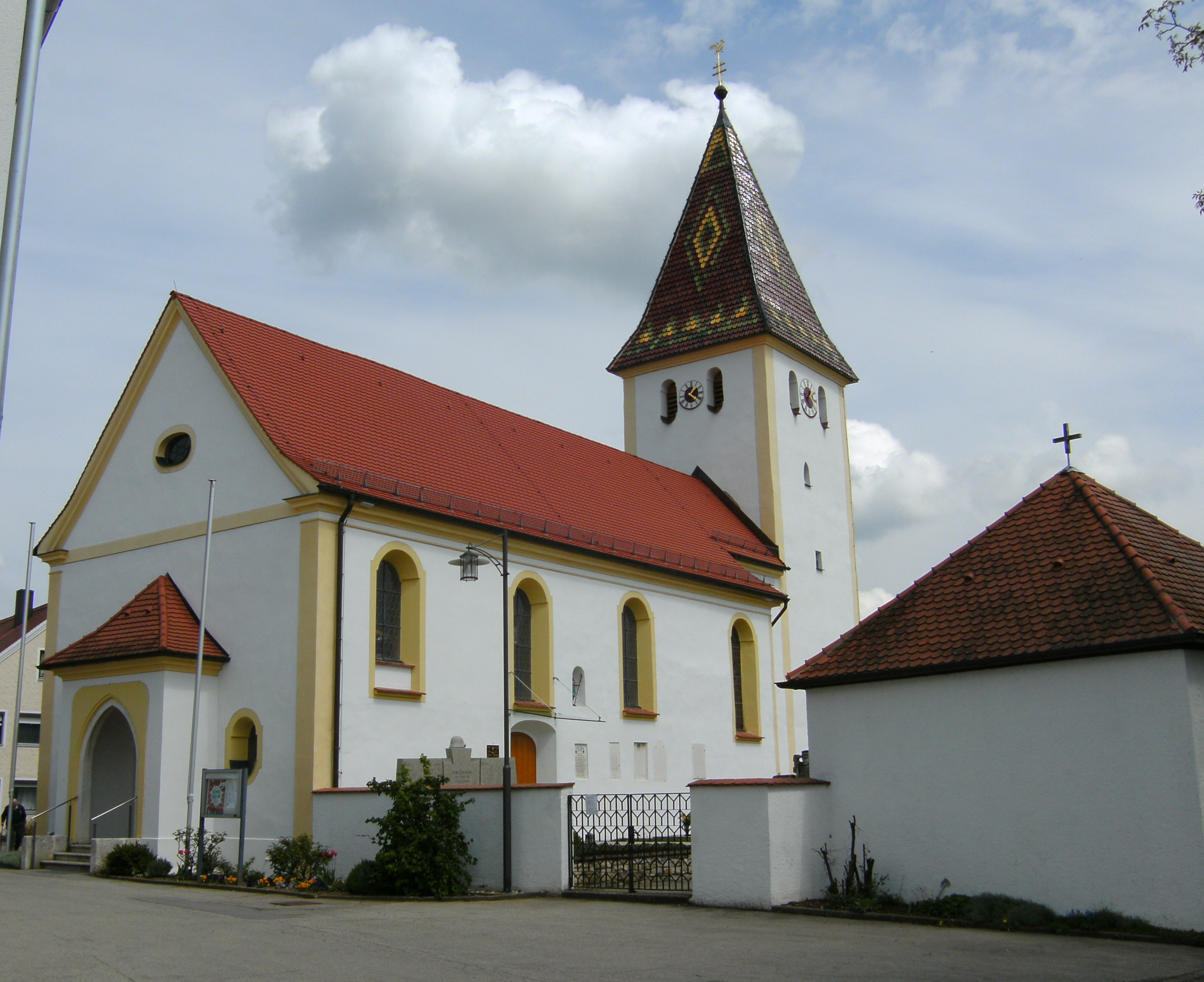
Die Kirche von Zell

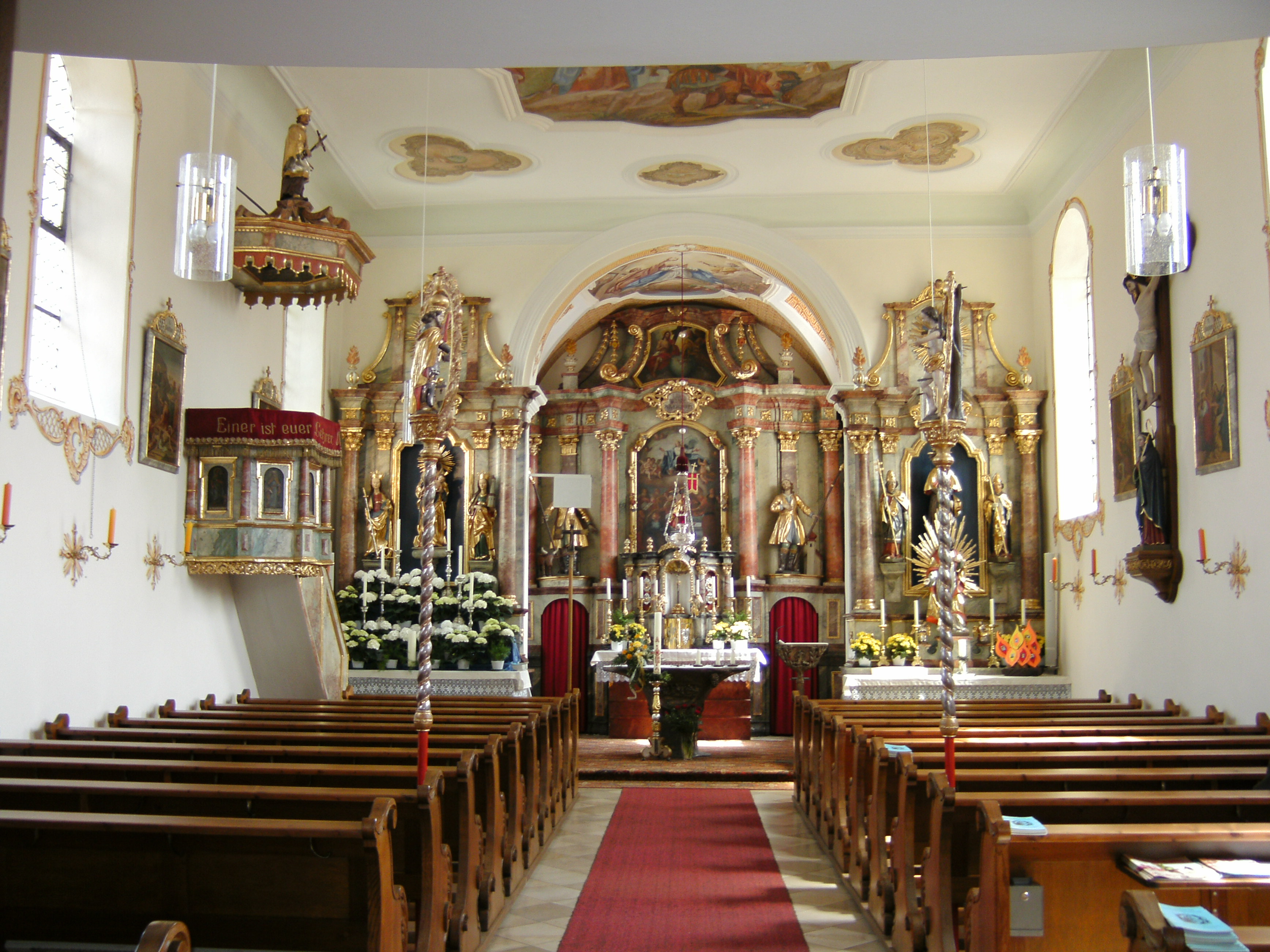
In der Kirche

Die frühgotische Saalkirche von 1433 wurde 1750 durchgreifend umgebaut. Sie besteht aus einem Langhaus, das mit einem Satteldach bedeckt ist, und einem Chorturm auf quadratischem Grundriss im Osten, der mit einem Pyramidendach bedeckt ist und die Sakristei beherbergt.
Der Innenraum des Langhauses ist mit einer Flachdecke überspannt, der des Chors, d. h. der des Erdgeschosses des Chorturms, mit einem Stichkappengewölbe. Die Deckenmalereien im Chor, u. a. mit der Krönung Mariens werden Josef Wittmann zugeschrieben. Zur Kirchenausstattung gehört ein am Anfang des 18. Jahrhunderts gebauter Hochaltar, der von vier Säulen und den Statuen des Wendelin und des heiligen Isidor flankiert wird.
Die Pfarrei Zell mit 527 Katholiken (Stand: 2001) gehört zum Bistum Regensburg. Der Pfarrer der Pfarrei Altmühlmünster-Mühlbach-Zell wohnt in Zell.

## Wirtschaft
Im Ort gibt es unter anderem ein Omnibus-, ein Bauunternehmen, eine Schreinerei sowie einen Landgasthof.

## Vereine
- Freiwillige Feuerwehr Zell
- Katholische Landjugendbewegung Arnsdorf/Zell
- Kriegerverein Zell
- Zeller Stockclub 1981 e. V. mit 1997 errichteter Stocksporthalle
- Spielvereinigung Wolfsbuch/Zell, gegründet 1966
- Obst- und Gartenbauverein Zell